# Grabowskia obtusa
Grabowskia obtusa ist eine Pflanzenart aus der Gattung Grabowskia in der Familie der Nachtschattengewächse (Solanaceae).

## Beschreibung
Grabowskia obtusa ist ein 4 bis 5 m hoher Strauch. Die Blüten stehen einzeln, zu zweit oder zu dritt an 0,5 bis 3 cm langen Kurztrieben, die an noch nicht verholzten Zweigen stehen. Der Kelch ist 3 bis 7 mm lang. Die Krone ist grünlich-weiß bis violett-weiß gefärbt und wird 13 bis 14 mm lang. Die Früchte sind kugelförmig.

## Verbreitung
Die Art ist in den zentral-westlichen Gebieten Argentiniens verbreitet.

## Systematik
Molekularbiologische Untersuchungen platzieren die Art mit den anderen Vertretern der Grabowskia in eine Klade, die innerhalb der Gattung Lycium als Schwesterklade zu einer Klade mit den Arten Lycium cooperi, Lycium macrodon, Lycium pallidum, Lycium puberulum und Lycium shockleyi steht, wodurch die Gattung der Bocksdorne (Lycium) nicht als monophyletisch gilt.

## Belege